# Magnetron (videogioco 1988)
Magnetron è un videogioco pubblicato nel 1988 per Commodore 64 e ZX Spectrum dalla Firebird. Ha per protagonista un robot che si aggira sulla superficie di complessi satelliti artificiali combattendo altri robot e risolvendo rompicapi. Venne sviluppato dalla Graftgold, in particolare da Steve Turner che realizzò da solo programmazione, grafica e musica per entrambi i computer, tranne la grafica per Commodore 64 che realizzò in collaborazione con Andrew Braybrook.
Magnetron si svolge in un ambiente simile a Marble Madness e ha molte somiglianze con i precedenti Paradroid (Commodore 64, 1985) e Quazatron (ZX Spectrum, 1986) della stessa Graftgold, venendo spesso considerato il seguito di Quazatron. Molte riviste lo giudicarono piuttosto bene, 
ma a volte notando la poca varietà rispetto ai due titoli precedenti.
Da non confondere con un altro meno noto Magnetron per Commodore 64 della Brøderbund, con il quale non ha collegamenti.

## Modalità di gioco
Il giocatore controlla il piccolo robot cilindrico KLP-2 con il compito di disattivare i reattori nucleari di otto satelliti artificiali ostili. Ciascun livello del gioco corrisponde a un satellite ed è formato da un insieme di schermate fisse interconnesse, mostrate con visuale isometrica diagonale.
Il paesaggio tridimensionale di ciascuna schermata è formato da piattaforme divise in caselle che possono essere di sei tipi principali: pavimento piatto, rampe, calamite, teletrasporti, terminali di computer e aree dei reattori. KLP-2 può muoversi sulla superficie del satellite, con le quattro direzioni cardinali orientate in diagonale, e sparare nella direzione in cui è rivolto con l'arma attualmente in possesso. Ha una quantità di energia che cala subendo colpi nemici o cadendo da dislivelli, ma non è possibile precipitare fuori dal satellite.
Sparsi per il satellite ci sono quattro reattori, ciascuno contenente quattro elementi che possono essere una barra di carburante o un inibitore, identificati da diversi valori numerici di carica positivi o negativi. KLP-2 può prendere un elemento da un reattore, trasportarlo e scambiarlo con uno di un altro reattore. Per disattivare il satellite KLP-2 deve far scendere la carica totale dei reattori sotto il minimo o sovraccaricarli oltre il massimo. Una volta raggiunto l'obiettivo, vengono attivate le stazioni di teletrasporto per accedere agli altri satelliti, non necessariamente in ordine fisso.
Gli elementi trasportati influenzano il movimento di KLP-2: l'aumento del peso totale rende più difficile salire le rampe e aumenta l'inerzia, le calamite (caselle con frecce) lo spingono verso o contro una certa direzione in base alla carica positiva o negativa trasportata. Da questo deriva il nome del gioco.
I satelliti sono sorvegliati da 16 tipi di guardie robotiche suddivise in 5 classi di potenza, identificate da una lettera e un numero stampati sopra, che si possono combattere con le armi oppure agganciare entrando nella modalità grapple e andandogli addosso. La procedura di aggancio di un nemico è un sottogioco di logica simile al gioco del quindici, che consiste nell'allineare tre serie di tre icone in uno schema 3x3, entro un tempo massimo che dipende dalla forza dei due avversari. Se KLP-2 vince, ottiene la ricarica della propria energia e i componenti del nemico, altrimenti questo esplode e entrambi vengono distrutti. Con i componenti si crea una replica di KLP-2, ma avente le capacità che aveva il nemico, che includono l'arma e altri dispositivi di movimento e di difesa. Il giocatore passa quindi al controllo della replica; se questa viene distrutta si torna a controllare l'originale, mentre se si viene distrutti mentre si controlla l'originale il gioco termina.
Quando KLP-2 si collega a un terminale di accesso al computer viene mostrata una schermata con tre icone di funzioni: visualizzare posizioni e livello di carica dei reattori, visualizzare le caratteristiche di KLP-2 e degli altri robot esistenti (solo delle classi a cui si è già agganciato), visualizzare informazioni su armi e attrezzature (solo già conosciute).